# 奥尻町

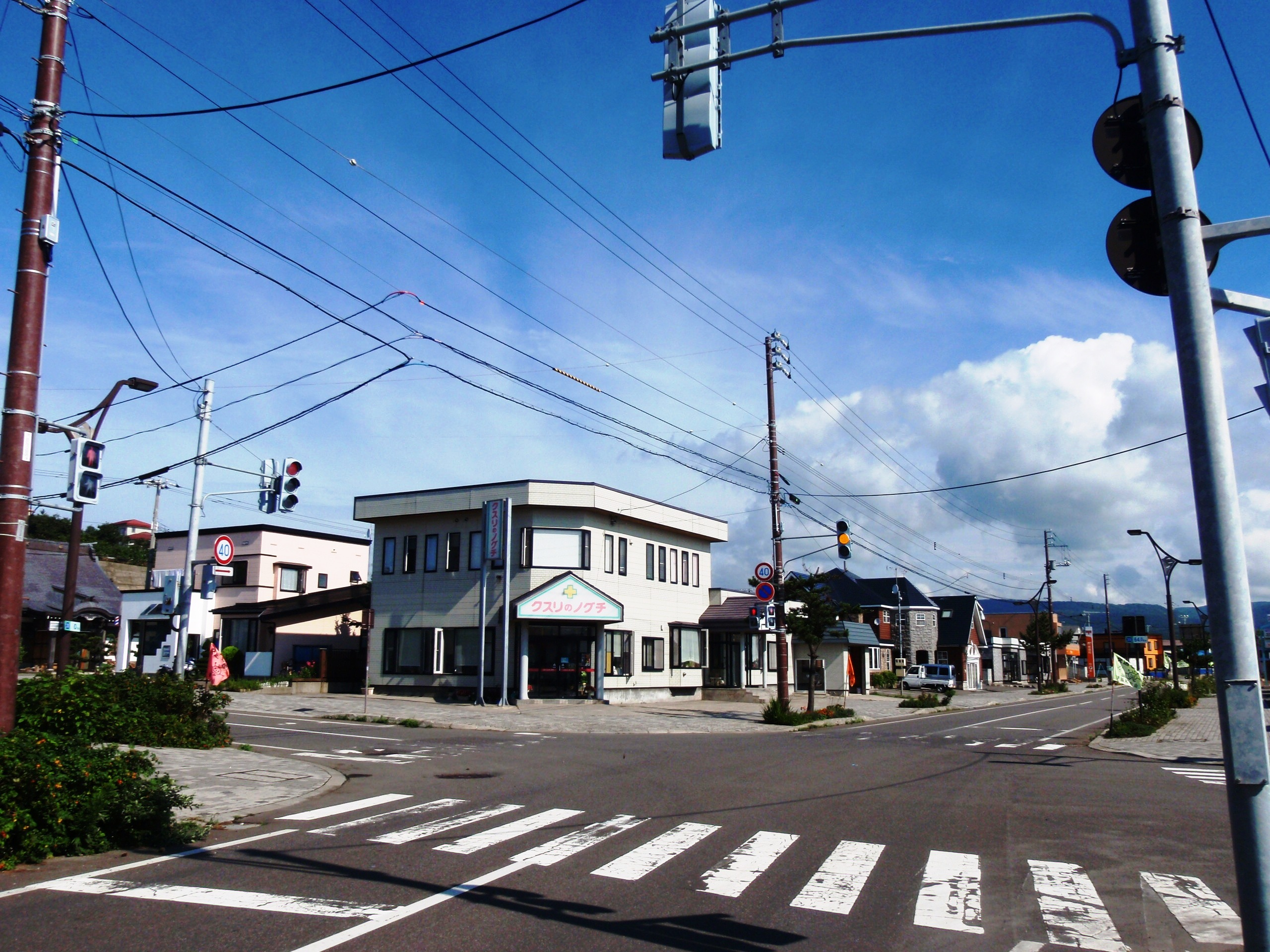
青苗地区

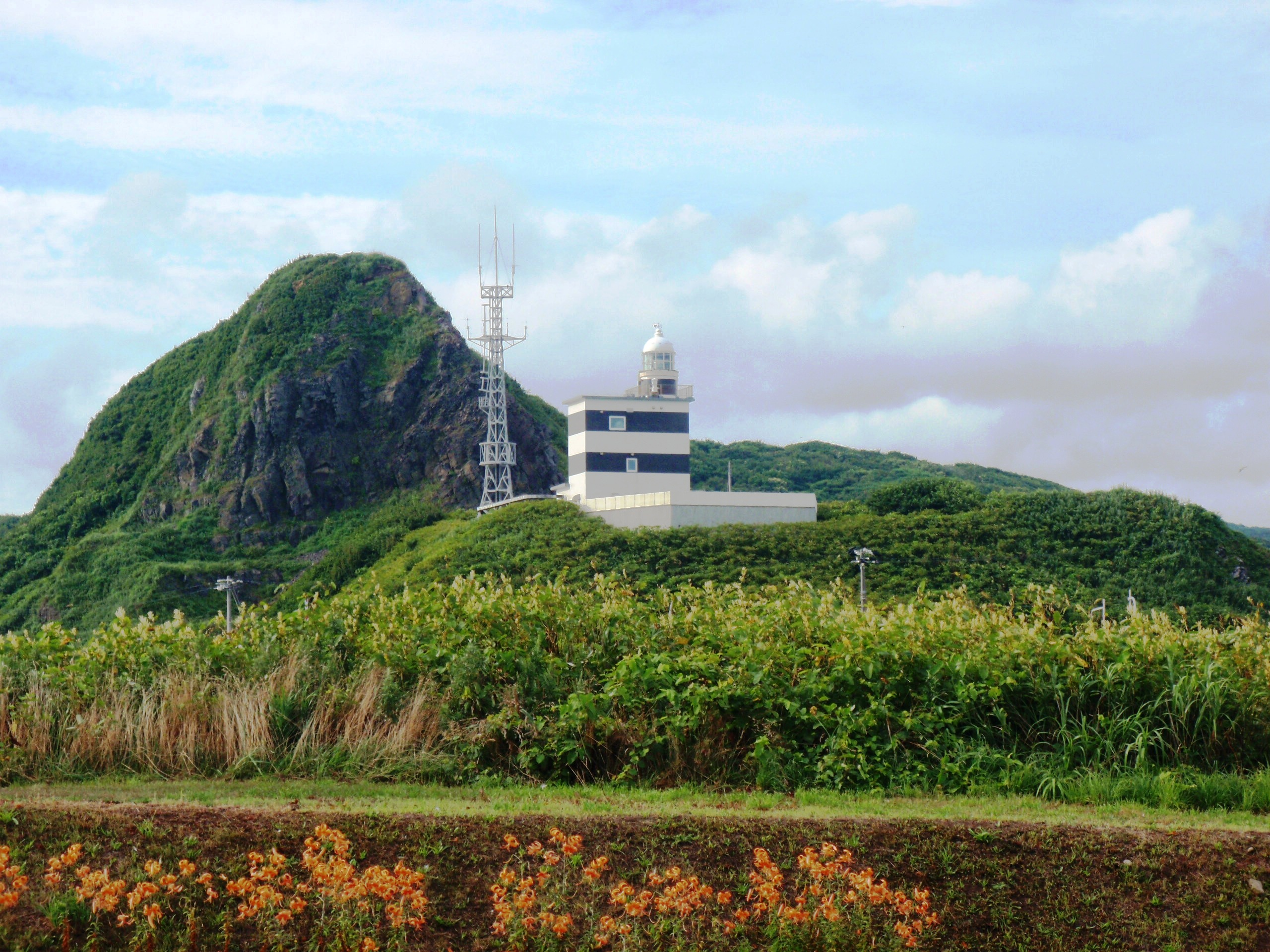
稲穂岬灯台

奥尻町（おくしりちょう）は、北海道檜山振興局管内の奥尻郡にある町。1966年（昭和41年）町制施行。町域は奥尻島の全域である。

## 概要
北海道本土との交通手段は、飛行機は奥尻空港から函館空港（函館市）まで40分（平日運航）、丘珠空港（札幌市東区）まで45～50分（土休日運航）。フェリーは江差港（江差町）まで2時間15分。

### 地名の由来
地名はアイヌ語の「イクシュン・シリ（その向こうの・島）」の転訛に由来する。アイヌ語の「イクシュンシリ」（沖の島）とともに「ヲコシリ」（向の島）の転訛とする説もある。

## 地理

### 地形
内陸部は山が多く、集落の多くは海岸付近にある。

#### 山地
最高峰は神威山（標高584m）で、山の奥尻島分屯基地敷地内に三角点がある。
川
- 大谷川

- 赤石川
- 幌内川
- 赤川
- 白水川
- 左股川
- 小倉川
- 青苗川
- ホヤ石川
- 大岩生川
- 塩釜川
- 祖父川
- ラント川
- 烏頭川
- ワサビヤチ川
- 藻内川
- 神威脇川
- 小岩生川
- 宮津沢川
- 釣懸川
- 小島川
- 坪谷川
- 恩顧歌川
- 球浦川
- 神威岩川
- 清次郎歌川
- ノナ前川
- 宮津川
- ヤマセ泊川
- 桜屋敷川
- 仏沢２号川
- 仏沢１号川
- 力沢川
- 兄力沢川
- 深歌川

主な山
- 神威山

#### 海岸
主な岬
- 稲穂岬
- 北追岬(クズレ岬)

#### 島嶼
主な島
- 室津島

### 気候
周囲が海に囲まれているため海洋性の気候である。奥尻のアメダスの観測によると、最も寒い1月の平均気温は-0.4℃と、北海道で一番冬が暖かい地域である。ケッペンの気候区分では温暖湿潤気候に属する。
- 気温 - 最高 32.8℃（2023年（令和5年）8月10日）、最低 −11.0℃（2023年（令和5年）1月24日）[8]
- 最大日降水量 - 130.5ミリ（2010年（平成22年）7月29日）[8]
- 最大瞬間風速 - 37.8メートル（2012年（平成24年）12月6日）[8]

| 奥尻（2000年 - 2020年、標高5m）の気候                        | 奥尻（2000年 - 2020年、標高5m）の気候 | 奥尻（2000年 - 2020年、標高5m）の気候 | 奥尻（2000年 - 2020年、標高5m）の気候 | 奥尻（2000年 - 2020年、標高5m）の気候 | 奥尻（2000年 - 2020年、標高5m）の気候 | 奥尻（2000年 - 2020年、標高5m）の気候 | 奥尻（2000年 - 2020年、標高5m）の気候 | 奥尻（2000年 - 2020年、標高5m）の気候 | 奥尻（2000年 - 2020年、標高5m）の気候 | 奥尻（2000年 - 2020年、標高5m）の気候 | 奥尻（2000年 - 2020年、標高5m）の気候 | 奥尻（2000年 - 2020年、標高5m）の気候 | 奥尻（2000年 - 2020年、標高5m）の気候 |
| 月                                                           | 1月                                   | 2月                                   | 3月                                   | 4月                                   | 5月                                   | 6月                                   | 7月                                   | 8月                                   | 9月                                   | 10月                                  | 11月                                  | 12月                                  | 年                                    |
| ------------------------------------------------------------ | ------------------------------------- | ------------------------------------- | ------------------------------------- | ------------------------------------- | ------------------------------------- | ------------------------------------- | ------------------------------------- | ------------------------------------- | ------------------------------------- | ------------------------------------- | ------------------------------------- | ------------------------------------- | ------------------------------------- |
| 最高気温記録 °C （°F）                                       | 11.4 (52.5)                           | 15.0 (59)                             | 16.4 (61.5)                           | 21.5 (70.7)                           | 23.1 (73.6)                           | 26.4 (79.5)                           | 31.8 (89.2)                           | 32.8 (91)                             | 30.9 (87.6)                           | 25.6 (78.1)                           | 20.8 (69.4)                           | 14.6 (58.3)                           | 32.8 (91)                             |
| 平均最高気温 °C （°F）                                       | 1.6 (34.9)                            | 1.9 (35.4)                            | 5.3 (41.5)                            | 10.0 (50)                             | 14.6 (58.3)                           | 19.0 (66.2)                           | 22.9 (73.2)                           | 25.4 (77.7)                           | 22.6 (72.7)                           | 16.6 (61.9)                           | 10.0 (50)                             | 3.9 (39)                              | 12.8 (55)                             |
| 日平均気温 °C （°F）                                         | −0.4 (31.3)                           | −0.2 (31.6)                           | 3.0 (37.4)                            | 7.4 (45.3)                            | 11.7 (53.1)                           | 16.0 (60.8)                           | 20.1 (68.2)                           | 22.5 (72.5)                           | 20.0 (68)                             | 14.2 (57.6)                           | 7.6 (45.7)                            | 1.7 (35.1)                            | 10.3 (50.5)                           |
| 平均最低気温 °C （°F）                                       | −2.4 (27.7)                           | −2.2 (28)                             | 0.7 (33.3)                            | 5.0 (41)                              | 9.3 (48.7)                            | 13.6 (56.5)                           | 17.9 (64.2)                           | 20.1 (68.2)                           | 17.5 (63.5)                           | 11.8 (53.2)                           | 5.1 (41.2)                            | −0.5 (31.1)                           | 8.0 (46.4)                            |
| 最低気温記録 °C （°F）                                       | −11.0 (12.2)                          | −10.7 (12.7)                          | −5.8 (21.6)                           | −1.8 (28.8)                           | 4.1 (39.4)                            | 8.3 (46.9)                            | 12.4 (54.3)                           | 14.3 (57.7)                           | 10.2 (50.4)                           | 4.1 (39.4)                            | −4.2 (24.4)                           | −8.7 (16.3)                           | −11.0 (12.2)                          |
| 降水量 mm （inch）                                           | 29.6 (1.165)                          | 34.1 (1.343)                          | 42.4 (1.669)                          | 64.2 (2.528)                          | 83.8 (3.299)                          | 76.3 (3.004)                          | 113.3 (4.461)                         | 127.1 (5.004)                         | 122.7 (4.831)                         | 90.4 (3.559)                          | 84.2 (3.315)                          | 61.9 (2.437)                          | 920.1 (36.224)                        |
| 平均降水日数 （≥1.0 mm）                                     | 6.3                                   | 5.4                                   | 6.6                                   | 7.7                                   | 8.4                                   | 7.3                                   | 8.7                                   | 8.1                                   | 9.5                                   | 11.0                                  | 11.1                                  | 9.2                                   | 98.6                                  |
| 平均月間日照時間                                             | 45.2                                  | 71.3                                  | 158.2                                 | 207.9                                 | 196.2                                 | 178.4                                 | 154.3                                 | 199.1                                 | 189.1                                 | 160.6                                 | 87.0                                  | 46.3                                  | 1,698.2                               |
| 出典：気象庁（平均値：2000年 - 2020年、極値：2000年 - 現在） |                                       |                                       |                                       |                                       |                                       |                                       |                                       |                                       |                                       |                                       |                                       |                                       |                                       |

### 地域

#### 住宅団地
- 道営住宅米岡新生団地
- 道営住宅新生第二団地

### 人口
| |                                        |  |
| 奥尻町と全国の年齢別人口分布（2005年） | 奥尻町の年齢・男女別人口分布（2005年） |  |
| ■紫色 ― 奥尻町 ■緑色 ― 日本全国 | ■青色 ― 男性 ■赤色 ― 女性              |  |
| 奥尻町（に相当する地域）の人口の推移 \| 1970年（昭和45年） \| 6,425人 \| \| \| 1975年（昭和50年） \| 5,746人 \| \| \| 1980年（昭和55年） \| 5,490人 \| \| \| 1985年（昭和60年） \| 5,069人 \| \| \| 1990年（平成2年） \| 4,604人 \| \| \| 1995年（平成7年） \| 4,301人 \| \| \| 2000年（平成12年） \| 3,921人 \| \| \| 2005年（平成17年） \| 3,643人 \| \| \| 2010年（平成22年） \| 3,041人 \| \| \| 2015年（平成27年） \| 2,690人 \| \| \| 2020年（令和2年） \| 2,410人 \| \| |                                        |  |
| 総務省統計局 国勢調査より |                                        |  |
| 1970年（昭和45年） | 6,425人                                |  |
| 1975年（昭和50年） | 5,746人                                |  |
| 1980年（昭和55年） | 5,490人                                |  |
| 1985年（昭和60年） | 5,069人                                |  |
| 1990年（平成2年） | 4,604人                                |  |
| 1995年（平成7年） | 4,301人                                |  |
| 2000年（平成12年） | 3,921人                                |  |
| 2005年（平成17年） | 3,643人                                |  |
| 2010年（平成22年） | 3,041人                                |  |
| 2015年（平成27年） | 2,690人                                |  |
| 2020年（令和2年） | 2,410人                                |  |

### 隣接自治体
- なし

（海を挟んで）
檜山振興局
- 檜山郡：江差町

## 歴史

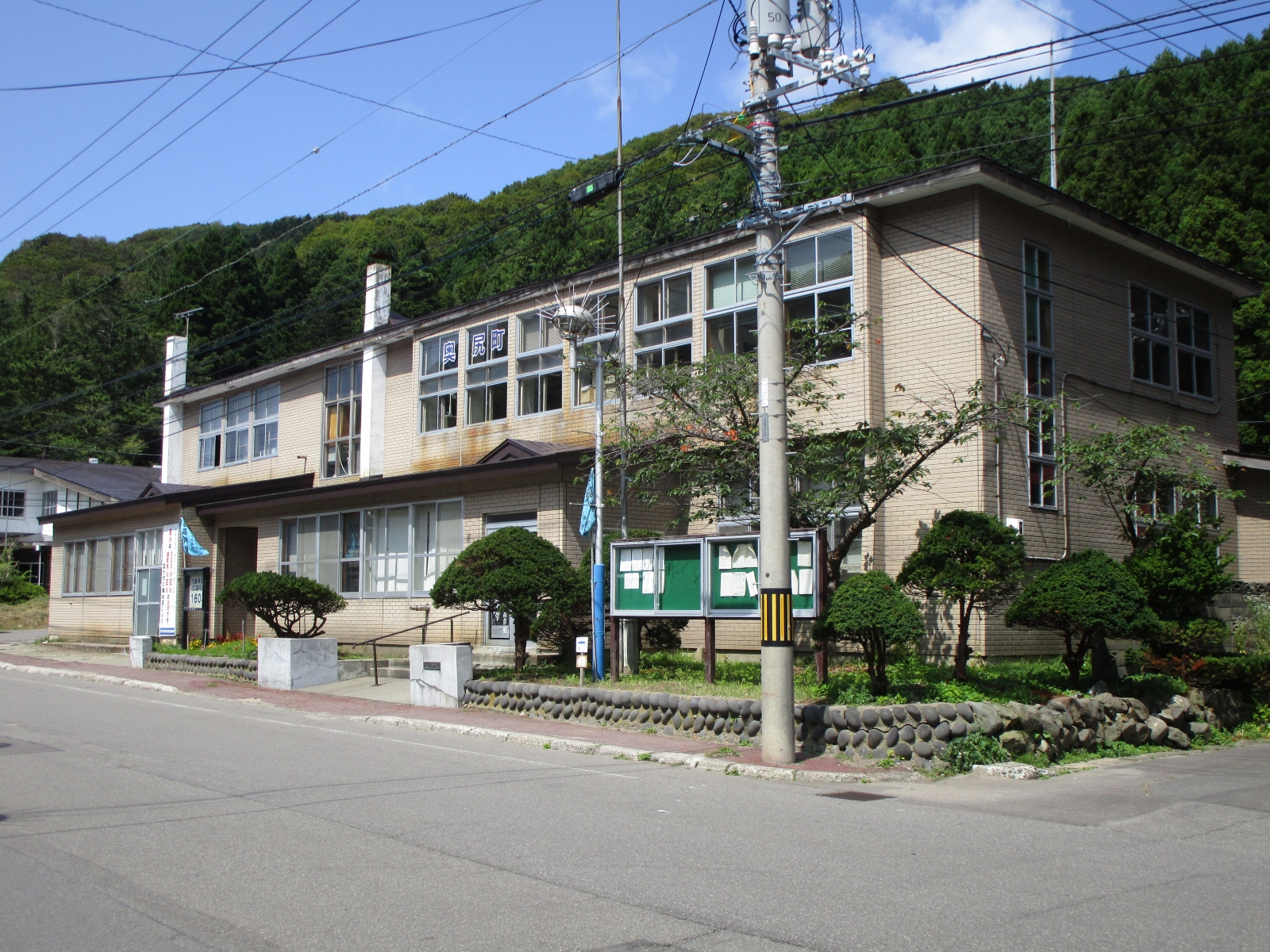
奥尻町役場（1955年築の旧役場庁舎）

### 先史
奥尻島はオホーツク文化の広がりの最南部にあたり、島の南端にある青苗砂丘遺跡で5つの住居跡と多数の遺物が見つかった。
ニホンアシカなどの海獣を狩り、エゾアワビを採るなど、海で暮らしを立てていた。
擦文文化の青苗遺跡にもアシカとアワビが見られ、古墳時代の本州から交易で入手したとみられる鉄製品や玉類が見つかった。

### 古代
飛鳥時代
- 660年（斉明天皇6年3月)：阿倍比羅夫が粛慎の砦を破った弊賂弁嶋（へろべのしま）は現在の奥尻島にあたるという説がある。

### 中世
鎌倉時代
- 1454年（享徳3年)8月28日：松前藩祖・武田信広が漂着。

### 近世
江戸時代
- 1720年（享保5年）：新井白石の著書で「オクシリ」と記される。

### 近代
明治
- 1885年（明治18年）：不漁時に酒に溺れる漁師を戒めるため、当時の戸長（町長）が罰金付きの禁酒令（～1890年）を出す[12]。
- 1906年（明治39年）：釣懸村、赤石村、青苗村、薬師村が合併し、二級町村制を施行して奥尻村となる。

昭和
- 1941年（昭和16年）：村内の4大字を以下の字に再編。
  - 釣懸村 → 奥尻、稲穂、宮津、球浦
  - 赤石村 → 赤石、湯浜
  - 青苗村 → 青苗、米岡、富里
  - 薬師村 → 松江、湯浜
- 1955年（昭和30年）：旧町役場が完成[13]。

### 現代
昭和
- 1966年（昭和41年）1月1日：町制を施行して奥尻町となる。

平成
- 1993年（平成5年）7月12日：北海道南西沖地震が発生し、津波や土砂災害により多数の犠牲者を出した。

令和
- 2024年（令和6年）
  - 5月2日 - 移転のため旧庁舎での業務を終了[14]。
  - 5月7日 - 旧町役場、議会、消防、保健福祉センターが集約され新庁舎での業務を開始[13]。

## 町政

### 歴代町長
- 越森幸夫
- 雁原徹
- 和田良司
- 新村卓実

### 町議会
- 法律による定数の上限：14名
- 条例による議員の定数：8名

## 国家機関

### 国土交通省
国土地理院
- 奥尻験潮場

### 防衛省
自衛隊
- 奥尻島分屯基地
  - 航空自衛隊北部航空警戒管制団第29警戒隊（奥尻レーダーサイト）

## 施設

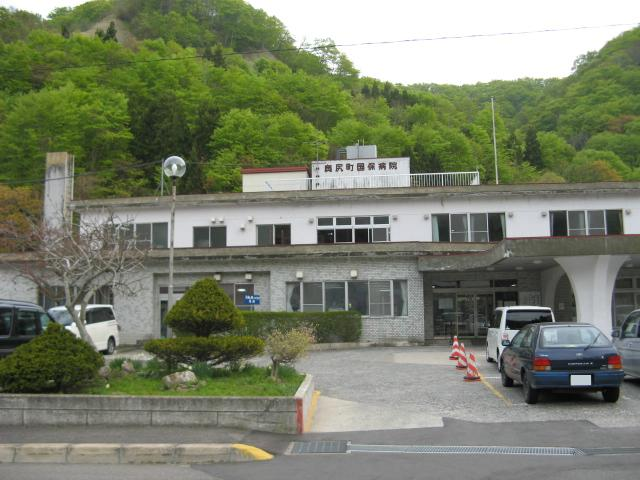
奥尻町国民健康保険病院

### 警察
警察署
- 北海道函館方面江差警察署

駐在所
- 奥尻駐在所（奥尻郡奥尻町字奥尻810-1）
- 青苗駐在所（奥尻郡奥尻町字青苗411-52）

派出所
- 奥尻空港警備派出所

### 消防
本部
- 檜山広域行政組合消防本部

消防署
- 奥尻消防署
  - 青苗分遣所

### 医療
主な病院
- 奥尻町国民健康保険病院
  - 奥尻町国民健康保険青苗診療所

### 郵便局
- 奥尻郵便局（集配局）
- 青苗郵便局
- 宮津簡易郵便局
- 松江簡易郵便局

## 対外関係

### 姉妹都市・提携都市

#### 国内
姉妹都市
- 淡路市（ 兵庫県）
  - 1996年（平成8年）3月24日 - 旧北淡町と姉妹都市提携。阪神・淡路大震災の震源地であり被災地復興を機

## 経済
主な産業はキタムラサキウニなどの漁業をはじめとする水産業と、観光である。

### 第一次産業

#### 農業
農業協同組合
- 新函館農業協同組合（JA新はこだて）奥尻事業所

農業共済組合
- 北海道農業共済組合（NOSAI北海道）道南南部家畜診療所奥尻分室

#### 漁業
漁港
- 青苗漁港
- 神威脇漁港
- 宮津漁港

漁業協同組合
- ひやま漁業協同組合奥尻支所

### 第三次産業

#### 物流
- ヤマト運輸：函館主管支店奥尻センター
- 佐川急便：江差営業所（江差町）
- 日本通運：函館支店自動車営業課（函館市）
- 奥尻海陸運輸

### 金融機関
- 道南うみ街信用金庫奥尻（おくしり）支店（旧・江差信用金庫おくしり支店）

## 生活基盤

### ライフライン

#### 電力
北海道電力が供給する。北海道の離島では初となる地熱発電所が2017年7月に完成した。出力250kWのうち200kW、島内世帯の3%分を北海道電力に売電する。
発電所
- 奥尻発電所
- ホヤ石川水力発電所
- 幌内地熱発電所

## 教育

### 高等学校
町立
- 北海道奥尻高等学校

### 中学校
町立
- 奥尻町立奥尻中学校

### 小学校
町立
- 奥尻町立奥尻小学校
- 奥尻町立青苗小学校

### 幼稚園
町立
- 奥尻町立奥尻幼稚園
- 奥尻町立青苗幼稚園

## 交通

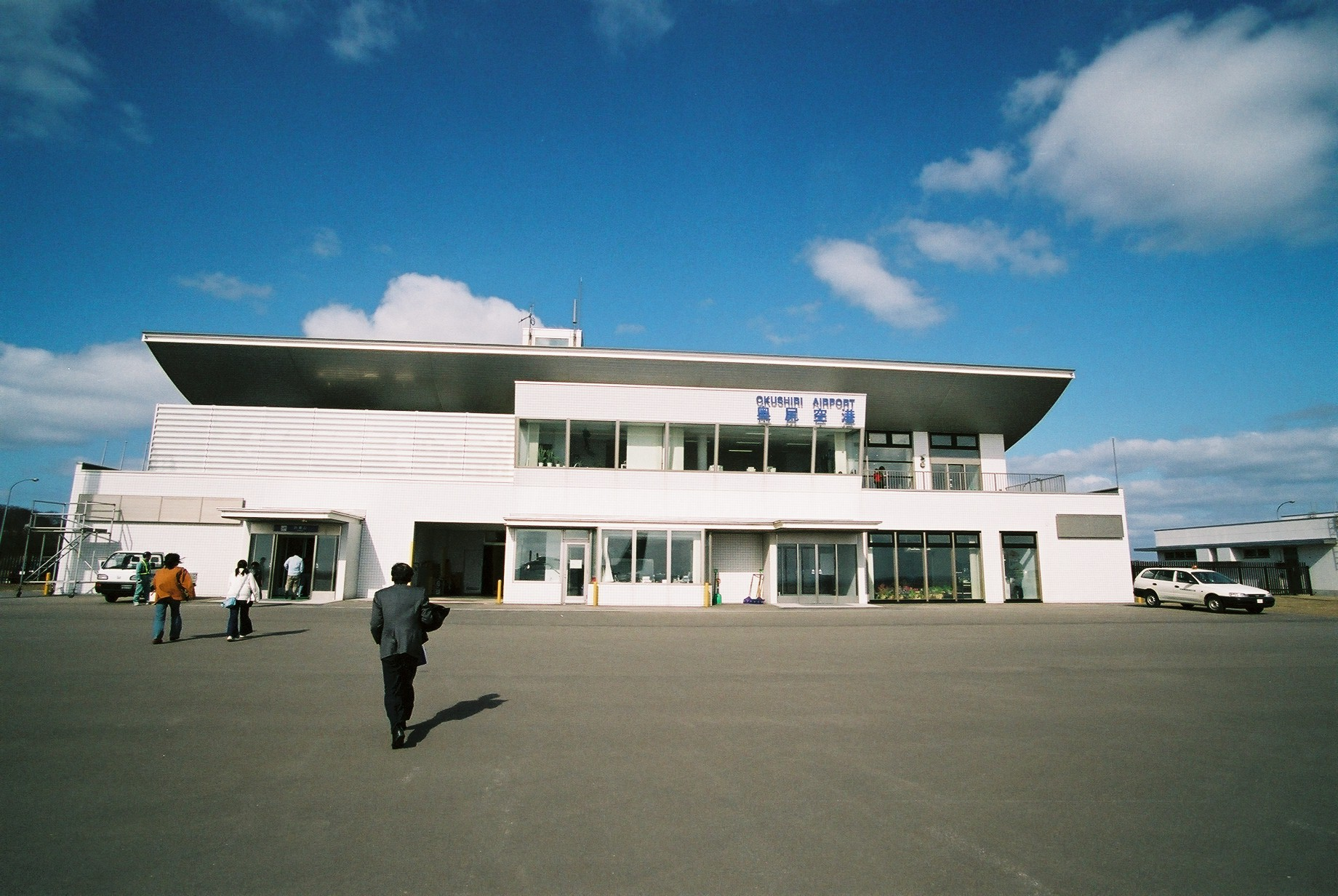
奥尻空港

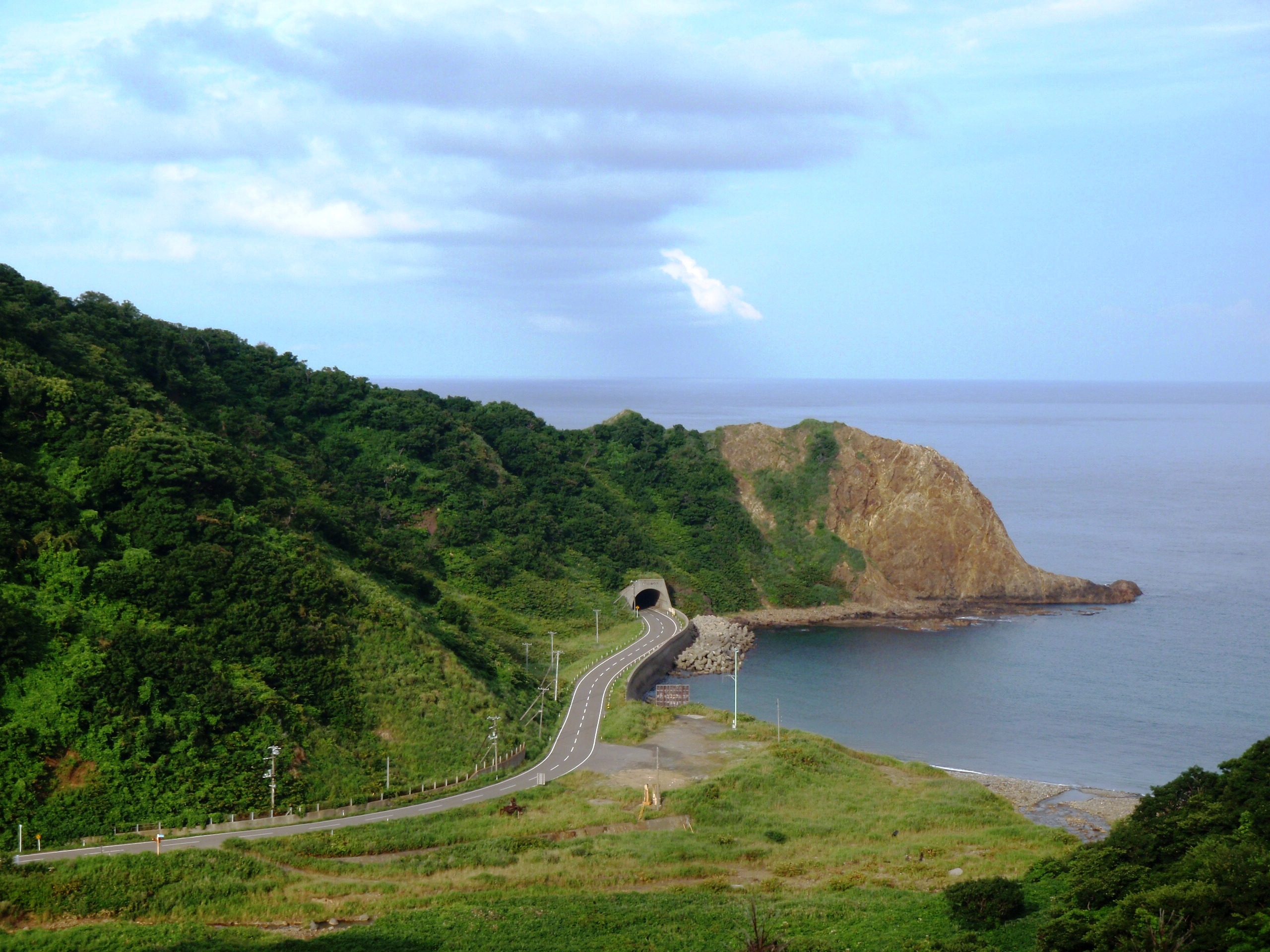
北海道道39号奥尻島線

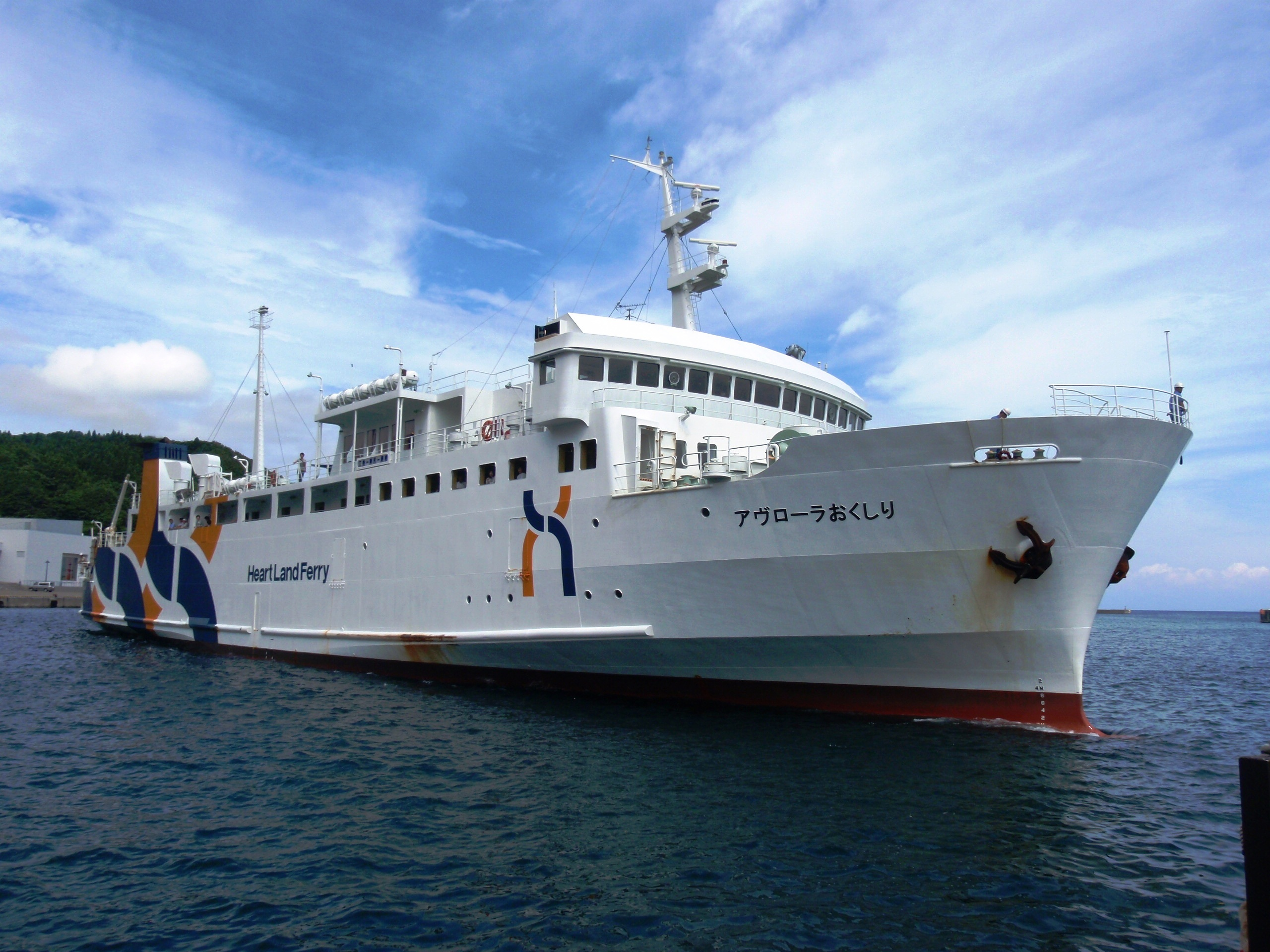
アヴローラおくしり（奥尻港）

### バス

#### 路線バス
- 奥尻町営バス
- 奥尻観光（定期観光バス）（廃業)

### 道路

#### 国道
町内に一般国道は存在しない。

#### 道道
主要地方道
- 北海道道39号奥尻島線

一般道道
- 北海道道1158号米岡奥尻空港線

### 航路

#### 港湾
- 奥尻港

#### 船舶
- ハートランドフェリー
  - 江差
  - 瀬棚（夏期運航） - 2018年（平成30年）度の運航をもって休止中[16][17]。

### 空路

#### 空港
- 奥尻空港

## 観光

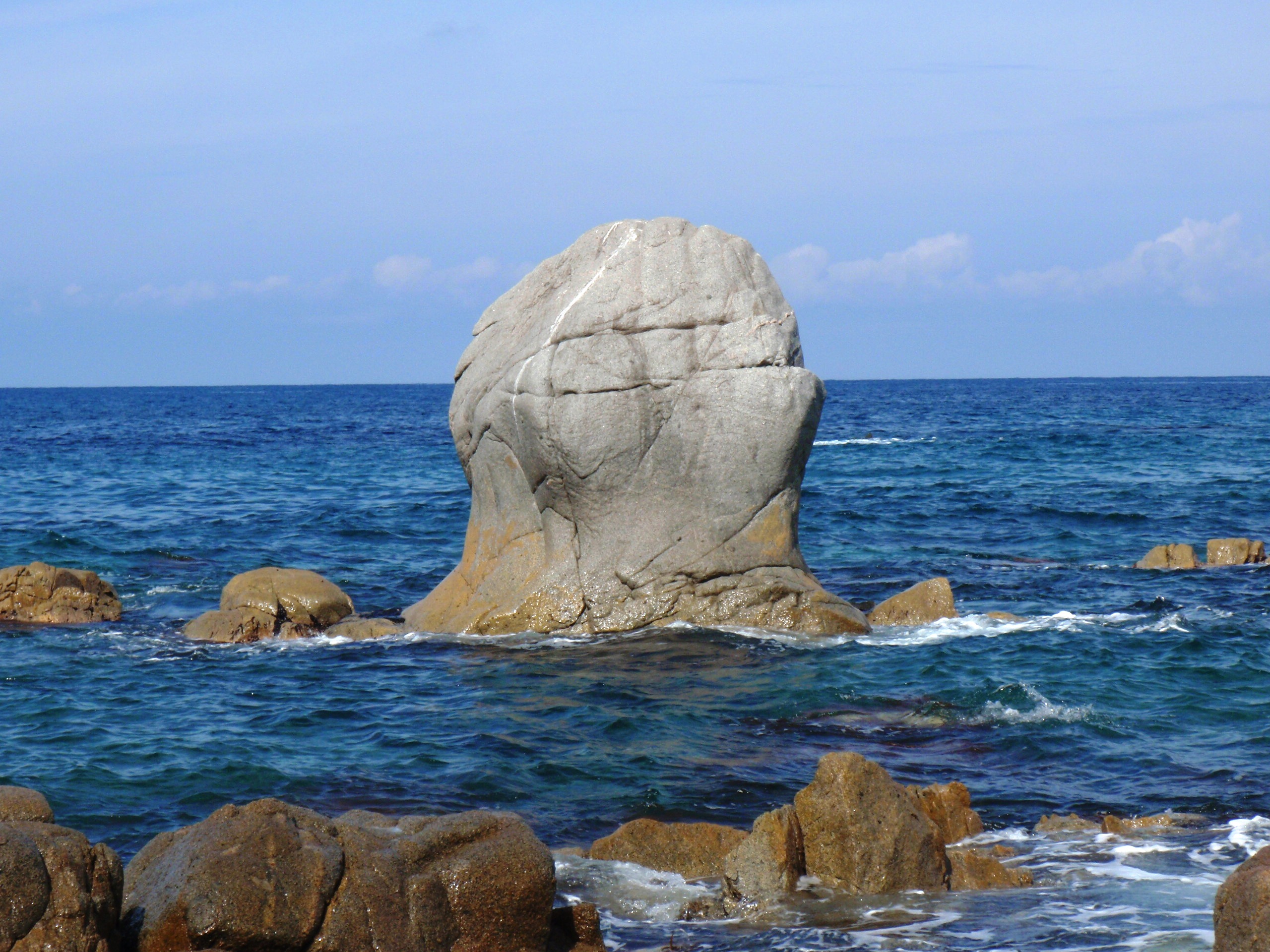
モッ立岩

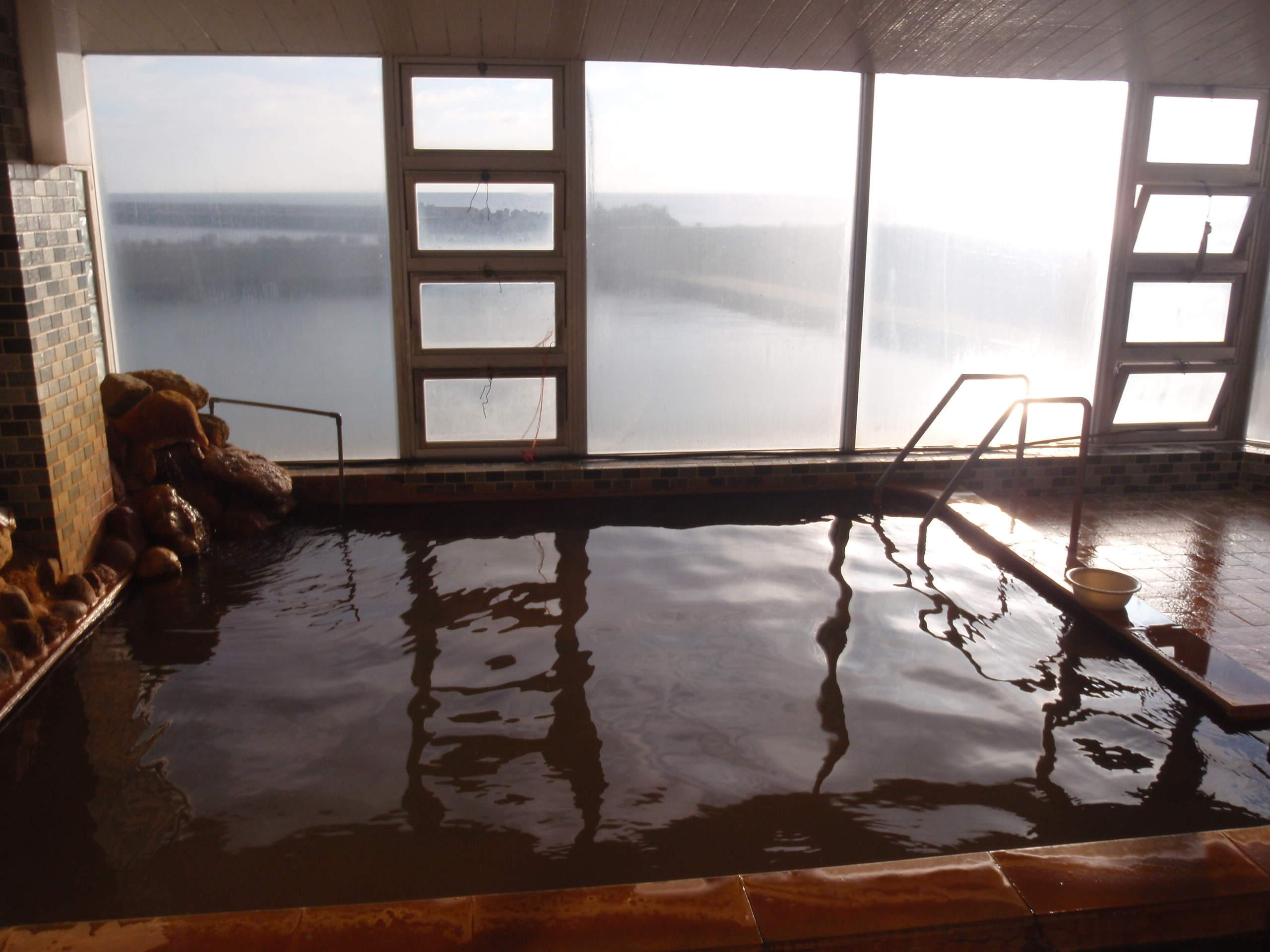
神威脇温泉

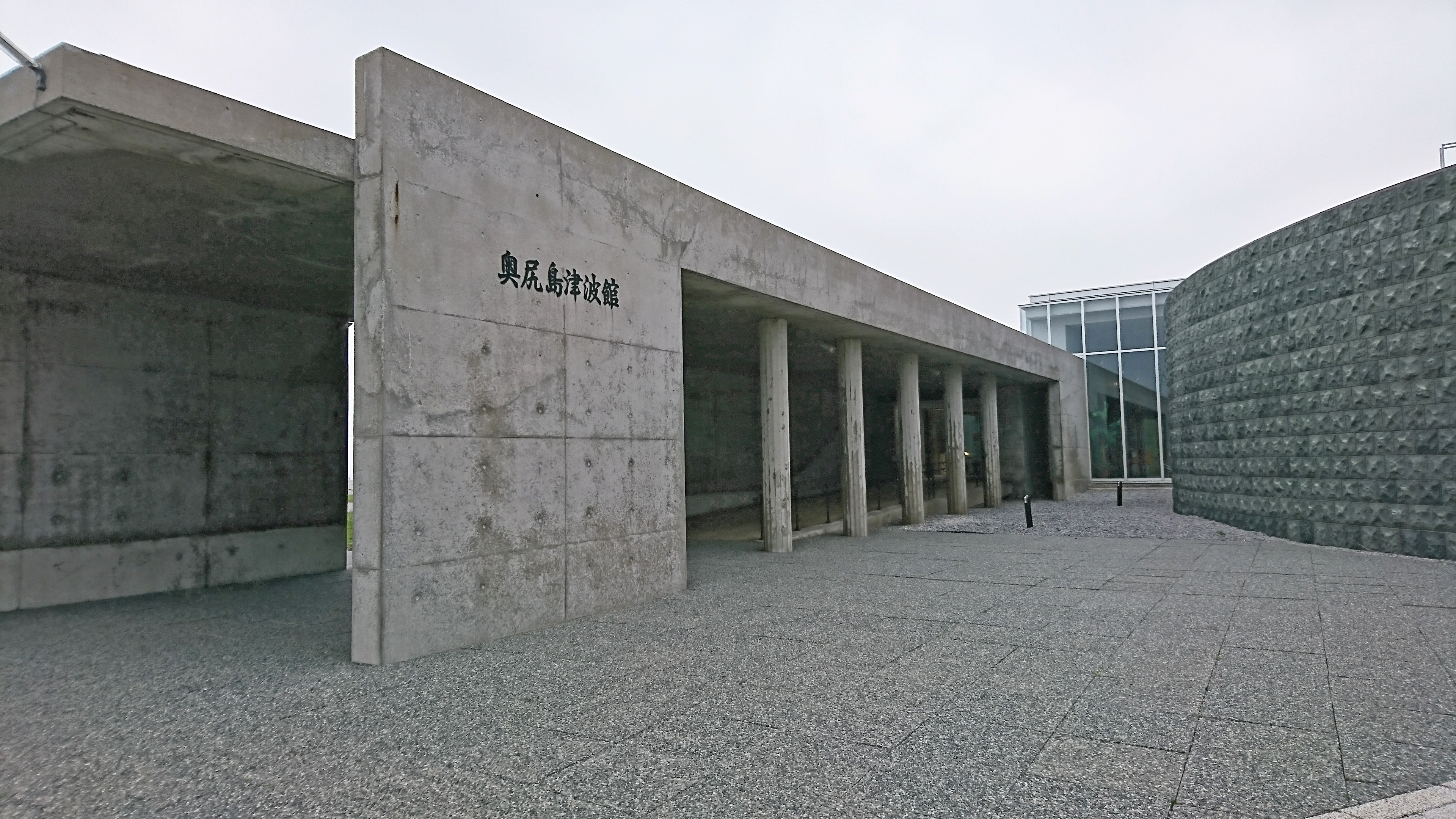
奥尻島津波館

### 文化財
道指定文化財
- 新羅之記録 – 道指定有形文化財、歴史文献
- 青苗砂丘遺跡 – 道指定史跡
- 青苗遺跡出土土器および骨角器－道指定有形文化財

町指定文化財
- 宮津弁天宮 – 奥尻町指定有形文化財
- 鍋釣岩 – 奥尻町指定名勝
- 丁子頭勾玉－奥尻町指定有形文化財
- 徳洋記念碑－奥尻町指定有形文化財

### 名所・旧跡
神社
- 宮津弁天宮 – 宮津
- 澳津神社 – 奥尻[18]
  - 美の歌神社（合祀）
- 受持神社 – 赤石[19]
- 少彦名神社 – 松江[20]
  - 松江神社（合祀）
- 青苗言代主神社（青苗神社） – 青苗[21]
  - 海神社（合祀）

寺院
- 乾清寺－奥尻[22]
- 耕養寺－青苗
- 日潮寺－青苗
- 順行寺－宮津
- 圓満寺－奥尻

### 観光スポット
- 北東エリア
  - 球島山
  - 宮津弁天宮
  - 賽の河原公園
- 奥尻エリア
  - 鍋釣岩
  - 佐藤義則野球展示室
  - うにまるモニュメント
  - 長浜海岸
- 青苗エリア
  - 時空翔
  - 奥尻島津波館
  - 無縁島
  - ホヤ岩
  - モッ立岩
- 北西エリア
  - 北追岬公園
  - カブト岩
  - 神威脇温泉

## 文化・名物

### 祭事・催事
- 賽の河原まつり – 6月22日、賽の河原公園で開催。灯篭流しや歌謡ショーなどが行われる[23]。
- 室津まつり – 7月の海の日の前の土曜・日曜に青苗漁港で開催。漁船団による海上渡御や活イカ釣りなど[23]。
- なべつるまつり – 8月の最終土曜に奥尻港で開催される観光・産業まつり[24]。

上記の三祭りは「奥尻島三大祭」と呼ばれている。
- 言代主神社 例大祭 – 奥尻島でもっとも歴史が長い例祭。8月12日が宵宮、8月13、14日が本宮祭。猿田彦命を先頭に大神輿、樽神輿、恵比須山車が氏子の各住宅を巡行する[26]。

その他、集落毎に村まつりが開かれている。

## 出身関連著名人

### 出身著名人
- 越森幸夫（奥尻町長、奥尻町議）
- 笹森秀雄（社会学者）
- 早瀬龍江（画家）
- 麻生直子（詩人）
- 厂原時也（ミュージカル俳優、劇団四季所属）
- 佐藤義則（プロ野球選手）
- 坂本拓己（プロ野球選手）

### マスコット
- うにまる - 奥尻島の名産であるキタムラサキウニがモチーフとなっているキャラクター